# Травуш, Владимир Ильич
Влади́мир Ильи́ч Тра́вуш (род. 4 мая 1936, Днепропетровск, УССР, СССР) — конструктор-строитель, архитектор, академик и вице-президент РААСН, главный конструктор и заместитель генерального директора ЗАО «Горпроект». Является автором более 200 научных трудов и авторских свидетельств, более 70 проектов, среди которых: Останкинская телевизионная башня (в том числе восстановление после пожара), Музей Хо Ши Мина в Ханое, Крытый конькобежный центр в Крылатском, Площадь Европы, Мост «Багратион», Башня-2000, Большая ледовая арена для хоккея с шайбой и трасса для бобслея в Сочи, административное здание в Астане, Центральное ядро и другие строящиеся сооружения ММДЦ «Москва-Сити», Башня «Миракс-плаза» в Москве, общественно-деловой комплекс «Лахта-Центр», Ахмат Тауэр, Идель Тауэр. Также является одним из автором нереализованного проекта башни Никитина — Травуша 4000. Участвовал в 19 всесоюзных и международных конкурсах. Под научным руководством Травуша в 2016 году был разработан свод правил «Конструкции сталежелезобетонные. Правила проектирования».  
Основные направления деятельности: строительная механика и расчёт сооружений, строительные конструкции, проектирование общественных зданий и сооружений.
Заслуженный строитель Российской Федерации (1996). Заслуженный деятель науки Российской Федерации (2004).

## Биография
1958—1961 — работал в СУ «Промметаллургстрой» в г. Темиртау.
1961—1964 — учился в МИСИ на аспирантуре.
1964 — н. в. — старший инженер, заместитель директора по научной работе, главный конструктор ЦНИИЭП им. Б.С. Мезенцева.
1966 — защитил кандидатскую диссертацию на тему «Изгиб полубесконечных плит, лежащих на упругом основании».
1976 — защитил докторскую диссертацию на тему «Расчет строительных конструкций на деформируемом основании» (научная специальность 01.02.03 — Строительная механика).
2003 — н. в. — вице-президент аппарата президиума РААСН.
2019 — н. в. — член диссертационного совета 24.2.339.05 (Д 212.138.14) на базе НИУ МГСУ, представляет научную специальность 2.1.9. Строительная механика.
2014 — н .в. — заместитель генерального директора и главный конструктор ЗАО «Горпроект».
2022 — н. в. — советник при ректорате (инженерное образование, строительные науки) НИУ МГСУ.

## Изображения творений конструктора

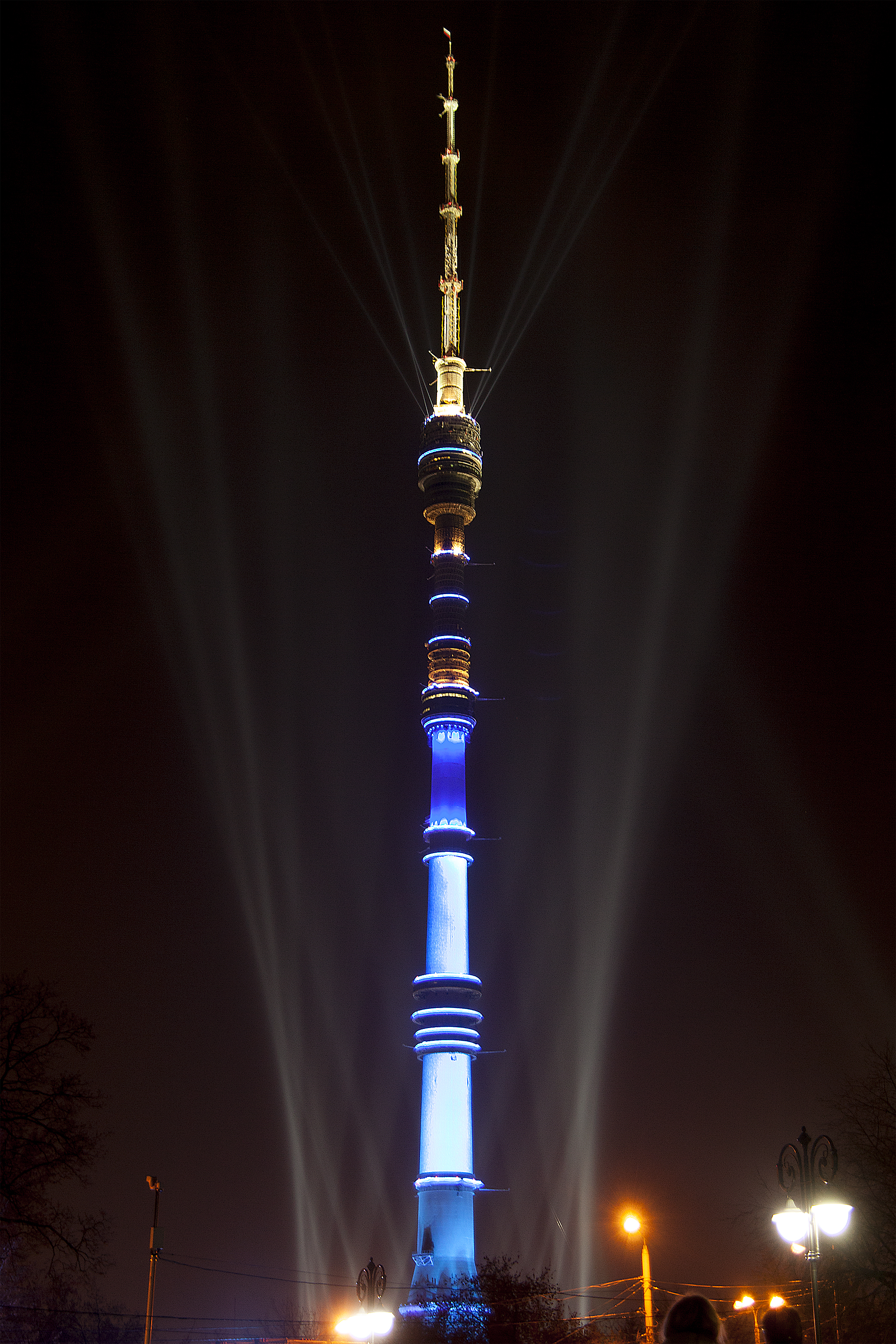
Останкинская телебашня
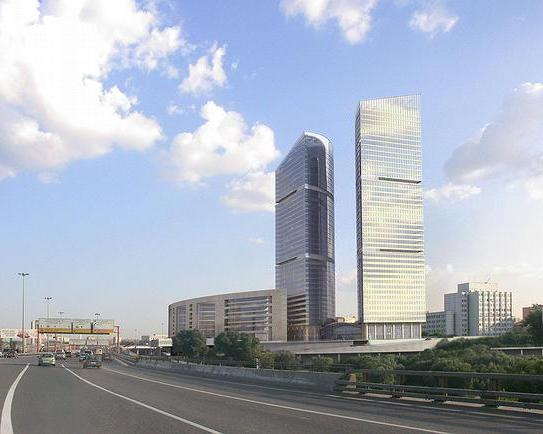
Миракс-плаза
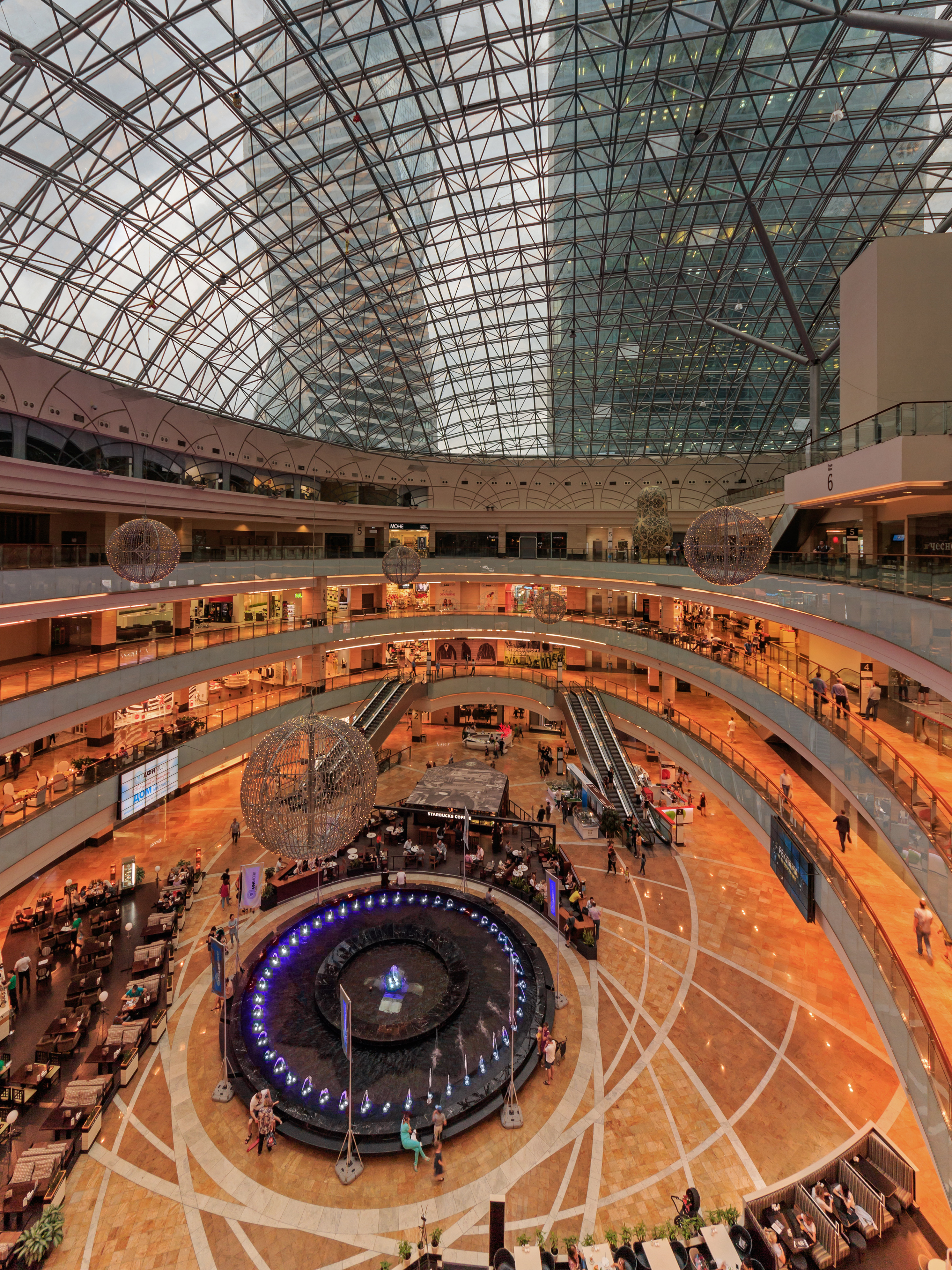
Центральное ядро
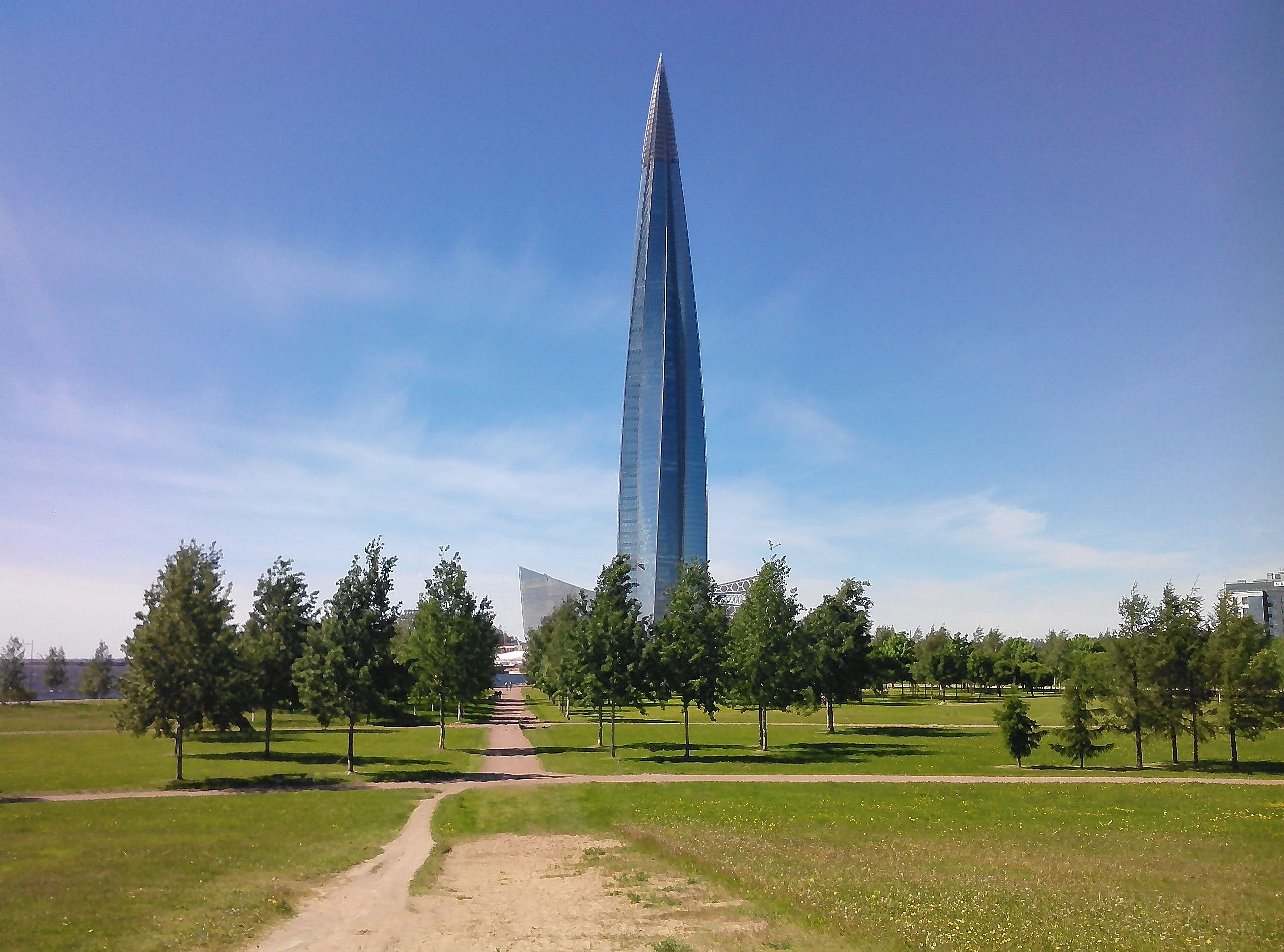
Лахта-центр
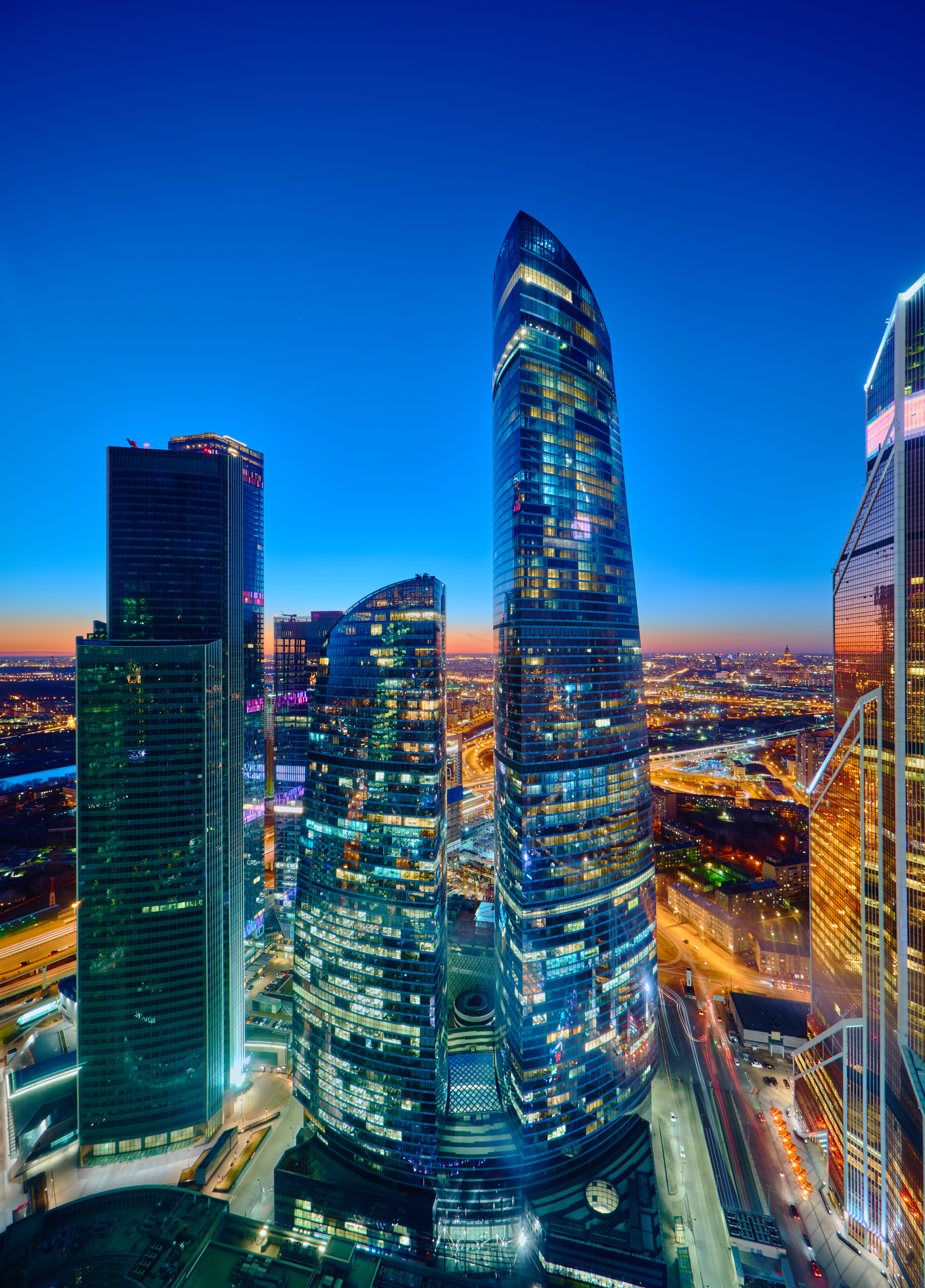
Федерация (комплекс небоскрёбов)

## Награды
- Орден Трудового Красного Знамени
- Заслуженный деятель науки Российской Федерации (15 марта 2004) — за заслуги в научной деятельности[10]
- Заслуженный строитель Российской Федерации (7 июня 1996) — за заслуги в области строительства и многолетний добросовестный труд[11]
- Государственная премия Российской Федерации в области науки и технологий 2021 года (9 июня 2022) — за выдающиеся заслуги в создании уникальных высотных зданий и сооружений, значительный вклад в развитие строительных наук и технологий[12]
- Премия Правительства Российской Федерации в области науки и техники (22 октября 2020) — за разработку и создание конструктивно-технологических решений и модели управления строительством уникального высотного объекта[13]
- Премия Совета Министров СССР
- Почётный строитель России
- Знак отличия «За заслуги перед Москвой»
- Почётная грамота Московской городской думы (2016)[14]